# Мамбеталиева, Жылдыз Жээнбаевна
Жылдыз Жээнбаевна Мамбеталиева (кирг. Жылдыз Жээнбаевна Мамбеталиева; род. 26 января 1971, Фрунзе) — киргизский политик. Она являлась министром юстиции Кыргызстана, выступала против принятия закона о запрете пропаганды гомосексуализма.

## Биография
После окончания юридического факультета Кыргызского национального государственного университета в 1993 году Мамбеталиева стала консультантом Конституционного суда Кыргызстана, а спустя год стала прокурором в Ошской области. Она продолжала подниматься по карьерной лестнице до 2008 года, когда стала заместителем министра юстиции. В феврале, во время нахождения на этом посту, министр Алмамбет Шикмаматов объявил об отставке из-за конфликта с другим членом правительства Данияром Нарымбаевым . В результате 10 февраля Мамбеталиева стала министром.
Её ранние годы пребывания в должности ознаменовались внесением в законодательную базу законов против гомосексуалистов, таких же как в то время приняли в России. Министерство юстиции во главе с Мамбеталиевой выступали против этого закона, поддерживая различные международные организации, такие как Human Rights First . В следующем году министерство столкнулось с новой проблемой, касающейся конституции страны. В то время как страна находится в середине кампании, связанной с конституционным референдумом, между его министерством и президентом Алмазбеком Атамбаевым возник спор о конституции. Обе стороны утверждали, что по-настоящему прав лишь один . Мамбеталиева потеряла свою должность несколько недель спустя во время реорганизации, организованной премьер-министром и будущим президентом Сооронбаем Жеенбековым. В ноябре 2016 года её сменил Уран Ахметов.